# Javel, hr. minister
Javel, hr. minister (org. titel: Yes Minister) er en britisk politisk satirisk sitcom skrevet af Antony Jay og Jonathan Lynn. Sendt på BBC2 mellem 1980 og 1984, hvorefter den blev efterfulgt af Javel, hr. statsminister (org. titel: Yes, Prime Minister) mellem 1986 og 1988.
I serien følges ministeren Jim Hacker (Paul Eddington), hans departementsråd Sir Humphrey Appleby (Nigel Hawthorne) og ministersekretær Bernard Woolley (Derek Fowlds).
Karikaturtegningerne i introen er lavet af Gerald Scarfe og titelmelodien skrevet af Ronnie Hazlehurst.
Senere skrev skaberne et skuespil, der havde premiere i 2010, som også er udkommet i en dansk version af Flemming Jensen, hvor Jensen selv spillede ministeren ved premieren på Folketeatret.
Serien er sendt i over 80 lande, heriblandt Danmark, og siges at have været Margaret Thatchers yndlingsprogram. Hawthorne modtog en BAFTA-pris fire gange for sin rolle og serien tre gange i kategorien for bedste komedieserie.

## Medvirkende
- Paul Eddington – James 'Jim' Hacker
- Nigel Hawthorne – Humphrey Appleby
- Derek Fowlds – Bernard Woolley
- Diana Hoddinott – Annie Hacker, Hackers hustru
- Neil Fitzwiliam – Frank Weisel, Hackers politiske rådgiver
- Deborah Norton – Dorothy Wainwright, premierministerens særlige rådgiver
- John Nettleton – Arnold Robinson, statssekretær